# Піпін Ланденський

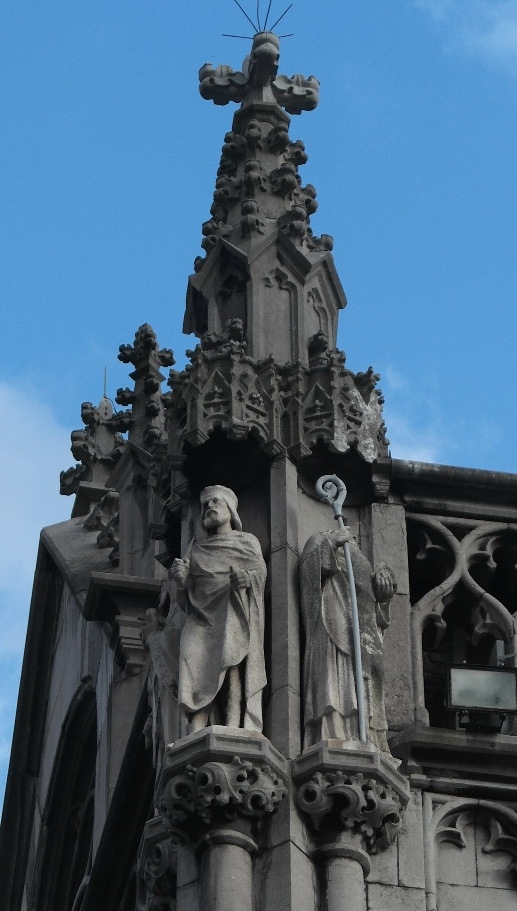
Піпін Ланденський та святий Ремаклус на фасаді палацу в Льєжі.

Піпін Ланденський (фр. Pépin de Landen,  бл. 580 – 27 лютого 640) — мажордом Австразії з 623 по 629 та з 639 до 640 при привлінні королів Дагоберта I та Сігіберта III з династії Меровінгів. З нього починається династія Піпінідів —мажордомів, які тривалий час фактично правили в державі франків при Меровінгах й зрештою започаткували нову королівську династію Каролінгів. Піпіна Ланденського називають також Старим або Старшим, щоб відрізнити від Піпіна Герістальського (Середнього) та Піпіна III (Короткого). 
Піпін одружив свою доньку Беггу з сином Арнульфа Мецького, об'єднавши дві впливові родини.

## Життя
Батька Піпіна звали Карломаном, як стверджують «Хроніки Фредегара», що є основним першоджерелом інформації про його життя. Прізвисько Ланденський походить, мабуть, від міста Ланден, що зараз належить Бельгії, однак, як стверджує Годефруа Курт, хроніки Брабанту почали асоціювати його з цією місцевістю лише з 12 століття..
Піпіну належала значна частина Брабанту, він управляв Австразією, коли короля Теодеберта II здолав у битві бургундський король Теодерік I. 613 року впливові магнати Австразії відмовилися підтримувати Брунгільду, прабабусю нового короля Сігіберта II, й визнали право на регентство за королем Нейстрії Хлотаром II. Головними серед них були Варнахар, Радо, Арнульф Мецький та Піпін. Вони уклали угоду з Хлотаром, Радо став мажордомом Австразії, Варнахар — Бургундії, а Піпін спочатку не отримав нічого. Він став мажордомом Австразії тільки в 623, коли Хлотар II віддав це королівство своєму синові Дагоберту I.  
Сучасники хвалили Піпіна за добре правління й розумні вчинки. Хоча вороги й намагалися посварити короля з ним, стосунки короля з мажордомом залишалися гарними до 629 року, коли з невідомої причини Піпін повернувся (або був відісланий) у свій маєток, де жив упродовж наступних десяти років до смерті Дагоберта. 
Після смерті короля Піпін повернувся на посаду мажордома Австразії при новому королі Сігіберті III. Серед його завдань був нагляд за розподілом спадщиною між Сігібертом та його братом Хлодвігом II з мачухою Нантільд, яка правила Нейстрією та Бургундією від імені Хлодвіга.  Сігіберт отримав свою частку частково завдяки дружбі між Піпіном та мажордомом Бургундії Егою. 
Піпін помер у 640. Його настільки шанували в Австразії, що неофіційно зараховували до святих. Батлер називає його блаженним. Його день — 21 лютого. 
Піпін мав двох доньок та двох синів. яких йому народила дружина Ітта:
- Беггу, що вийшла заміж за Ансенісела й була канонізована
- Грімоальда, мажордома, як і батько
- Баво, що став пустельником і святим
- Гертруд, що стала черницею в монастирі, заснованому її матір'ю, і яку потім теж канонізували.

## Виноски
1. ↑  Існують різні варіанти написання імені латиницею.
2. 1 2  Butler, Alban. Lives of the Saints, Vol. II, 1866
3. 1 2  Kurth, Godefroid. "The Franks." The Catholic Encyclopedia Vol. 6. New York: Robert Appleton Company, 1909. 21 March 2016